# Johannes von Casale
Johannes von Casale (Giovanni da Casale) († um 1375) war ein Franziskaner und Naturphilosoph. Er begann seine theologischen Studien in Genua, war Lektor am Franziskanerkolleg in Assisi von 1335 bis 1340 und in Cambridge von 1340 bis 1341, wo er das mathematisch-physikalische Gedankengebäude der Oxford Calculators kennenlernte.
Nach Italien zurückgekehrt, unterrichtete er in Bologna von 1346 bis ca. 1352, wo er etwa 1346 die Abhandlung Quaestio de velocitate („Über Geschwindigkeit veränderlicher Bewegung“ [Venedig 1505]) schrieb. Hiermit lieferte er eine graphische Analyse der Bewegung beschleunigter Körper. Seine mathematisch-physikalischen Gedanken beeinflussten die Wissenschaftler der Universität Padua.
Papst Gregor XI. ernannte Johannes von Casale zum päpstlichen Legaten am Hof König Friedrichs III. von Sizilien. Johannes starb ungefähr 1375.